# Rowbotham Lake
Rowbotham Lake är en sjö i Kanada.   Den ligger i provinsen British Columbia, i den sydvästra delen av landet, 3 600 km väster om huvudstaden Ottawa. Rowbotham Lake ligger 977 meter över havet. Arean är 0,20 kvadratkilometer.Den sträcker sig 0,7 kilometer i nord-sydlig riktning, och 0,5 kilometer i öst-västlig riktning.
I omgivningarna runt Rowbotham Lake växer i huvudsak barrskog. Runt Rowbotham Lake är det glesbefolkat, med 13 invånare per kvadratkilometer.